# 16155 Buddy
16155 Buddy è un asteroide della fascia principale. Scoperto nel 2000, presenta un'orbita caratterizzata da un semiasse maggiore pari a 2,7383220 UA e da un'eccentricità di 0,1468784, inclinata di 5,33119° rispetto all'eclittica.
L'asteroide è stato dedicato al cantante Buddy Holly.